# Siemieńczyce
Siemieńczyce (biał. Семенчыцы, Siemienczycy; ros. Семенчицы, Siemienczycy) – wieś na Białorusi, w obwodzie mińskim, w rejonie stołpeckim, w sielsowiecie Szaszki, nad Jaczonką i przy drodze republikańskiej R54.

## Historia
W XIX i w początkach XX w. położone były w Rosji, w guberni mińskiej, w powiecie mińskim, w gminie Zasule.
W dwudziestoleciu międzywojennym leżały w Polsce, w województwie nowogródzkim, w powiecie stołpeckim, do 1 kwietnia 1927 w gminie Zasule, następnie w gminie Stołpce. W 1921 miejscowość liczyła 466 mieszkańców, zamieszkałych w 89 budynkach, w tym 425 Polaków i 41 Białorusinów. 458 mieszkańców było wyznania prawosławnego i 8 rzymskokatolickiego.
Po II wojnie światowej w granicach Związku Sowieckiego. Od 1991 w niepodległej Białorusi.